# Elena Poniatowska
Elena Poniatowska, właśc. Hélène Elizabeth Louise Amelie Paula Dolores Poniatowska Amor (ur. 19 maja 1932 w Paryżu) – meksykańska pisarka i dziennikarka.

## Biografia
Urodziła się 19 maja 1932 roku w Paryżu. Po wybuchu drugiej wojny światowej Elena wraz z matką i młodszą siostrą przeniosła się na południe Francji, zamieszkując krótko w Vouvray, Mougins y Les Bories. Tam matka zaciągnęła się do służby medycznej i do 1941 roku prowadziła karetkę, podczas gdy ojciec został żołnierzem oddziałów generała de Gaulle’a. Sama Poniatowska z siostrą mieszkały w rezydencji dziadka, André Poniatowskiego, który uczył je gramatyki, historii Francji i matematyki. W wieku dziesięciu lat, zmuszona uciekać z ogarniętej wojną Europy, dotarła z rodziną do Meksyku przez Hiszpanię i Kubę. Dopiero tam zaczęła uczyć się języka hiszpańskiego. Mała Elena uczęszczała do prywatnej brytyjskiej szkoły Windsor School w mieście Meksyk, na prywatne lekcje francuskiego, a także gry na pianinie i tańca. Hiszpańskiego nauczyła się od służby, w szczególności od swej opiekunki Magdaleny, za sprawą której nabyła rustykalny akcent z gór Puebla. Po zakończeniu wojny do rodziny dołączył jej ojciec i zdecydował o wysłaniu ich do Stanów Zjednoczonych, do katolickiej szkoły koło Filadelfii – Eden Hall w Pittsburghu. Tam napisała swój pierwszy esej zatytułowany „On Nothing”. Po ukończeniu szkoły otrzymała propozycję studiów na Manhattanville College.
Planowała studiować medycynę, co oburzyło jej rodzinę, gdyż wiązało się z zajęciami anatomii, na których musiała mieć do czynienia z nagimi ciałami ludzkimi. W rzeczywistości poważniejszą przeszkodą był brak środków na sfinansowanie dalszej edukacji, gdyż w tym okresie rodzina utraciła większość majątku na skutek kryzysu finansowego w Meksyku. Ponadto jej dyplomu nie chciały uznać uczelnie w Meksyku, ponieważ była to szkoła prywatna. Ojciec namówił Elenę na kurs pisania na maszynie, ale zamiast kariery sekretarki, postanowiła zostać dziennikarką i dzięki koneksjom rodzinnym zdołała przeprowadzić wywiad z ambasadorem USA, który ukazał się w 1953 roku jako jej debiut w „Excélsior”. Od tej pory zajmowała się przeprowadzaniem wywiadów i relacji z wydarzeń towarzyskich i dzięki znajomości trzech języków, przez dwa lata pracowała w redakcji czasopisma „Excélsior”. Po dwóch latach Poniatowska podjęła pracę w konkurencyjnym w czasopiśmie „Novedades”, w którym pisała o modzie, kosmetykach i wydarzeniach z życia znanych osób.
Prowadziła wywiady ze znanymi postaciami ze świata polityki i sztuki. Wśród jej rozmówców można wymienić takie osobistości jak Octavio Paz, Juan Soriano, Diego Rivera, Rosario Castellanos, Luis Buñuel, Juan Rulfo, Dolores del Río, Gertrudis Duby, André Malraux, María Félix, Lola Álvarez Bravo, Irma Serrano, Marlene Dietrich, María Izquierdo, Rosario Sansores, Benita Galeana, Guadalupe Amor, Paris Pishmish, Amalia Rodríguez, Josefina Vicens, Angélica María, María Conesa i Simone Signoret. Wśród wywiadów zebranych w pracy Todo México, duża część to rozmowy z kobietami, a zbiór ten obejmuje 10 tys. rozmów, w tym z intelektualistami i artystami, ale też robotnikami i ubogimi mieszkańcami. Duży wpływ na jej dziennikarstwo miały regularne wizyty w więzieniu Lecumberri, gdzie przebywał jej przyjaciel Alvaro Mutis, w trakcie odwiedzin w więzieniu Poniatowska przeprowadzała wywiady z osadzonymi. Jej rodzina odnosiła się do dziennikarskiej pracy z rezerwą, w szczególności nie pochwalając jej roli reportażystki. To z jej powodu wśród meksykańskich elit określano ją jako komunistkę, co szczególnie bolało jej matkę.
Ówczesny student Carlos Fuentes namówił ją do spróbowania sił w literaturze. Dzięki Fuentesowi poznała m.in. Juana José Arreolę, który ukształtował jej styl pisarski i to pod jego opieką stworzyła powieść Lilus Kikus. Arreola traktował ją jako swoją powiernicę i opiekunkę, ale w trakcie ich wspólnej pracy ją zgwałcił, czego owocem był nieślubny syn Mane (ur. 1955). Pomimo nacisków rodziny nie zgodziła się na oddanie dziecka do adopcji, co stało się przyczyną skandalu towarzyskiego. Aby uniknąć jego konsekwencji wyjechała do Francji.
W 1954 roku opublikowała swą pierwszą powieść, „Lilus Kikus”, która została dobrze przyjęta przez krytyków. Podróżowała do Francji i Włoch. W 1957 roku otrzymała stypendium dla młodych twórców. Reportaże zaczęła pisać począwszy od książki Todo empezó el domingo (1963), która opisuje jej kontakty z ludźmi, którzy mierzą się z biedą i wykluczeniem. Tylko raz, w 1965 roku, pisarka odwiedziła Polskę z pisarzem Sergio Pitolem, ale nigdy nie nauczyła się języka polskiego. Podczas tej wizyty odwiedziła Warszawę oraz Kraków, w którym była m.in. na grobie Józefa Poniatowskiego. W swojej twórczości szczególnie interesowało ją życie biednych, samotnych, niewysłuchanych. Na podstawie rozmów m.in. z takimi osobami powstała powieść „Do sępów pójdę", pierwsza szeroko komentowana przez krytykę – czołowy meksykański krytyk literacki Emilio Abreu Gómez uznał ją za arcydzieło. Inne jej ważne pozycje to El tren pasa primero o uwięzionym przywódcy kolejarzy, którzy w 1959 roku sparaliżowali kraj strajkami. Po krwawo stłumionej manifestacji studentów w 1968 roku, spisała ponad sto relacji świadków wydarzeń i przeprowadziła wywiad z postrzeloną w ich trakcie Orianą Fallaci, ale gazety odmówiły wydania tej pracy z powodu cenzury, wobec czego po zmianie prezydenta kraju Poniatowska wydała ją w formie książki, która osiągnęła ponadpółmilionowy nakład, m.in. przez plotki o jej rychłym skonfiskowaniu przez cenzurę. Po tej publikacji wydawnictwu grożono zamachami, a sama Poniatowska otrzymywała telefoniczne pogróżki.
W 1980 roku wydała Fuerte es el silencio, poświęcone walce bezdomnych z deweloperami spekulantami, partyzantce miejskiej i uwięzionych opozycjonistach. Po jej wydaniu ponownie otrzymywała pogróżki i była śledzona przez służby państwowe. Dwa lata później opublikowała Domingo siete, zbiór wywiadów z kandydatami w ustawionych wyborach prezydenckich, a w 1992 roku napisała powieść Tinisima o fotografce z lat 1920., włoskiej komunistce Tinie Modotti. Kolejne dwa lata później napisała relację ze spotkania z przywódcą indiańskich rebeliantów. Dzięki wsłuchiwaniu w głos najbiedniejszych, wśród komunistów zdobyła przydomek Towarzyszka Księżna. W 1984 roku brała czynny udział, między innymi, w powstawaniu czasopisma „La Jornada”.
W 1969 roku przyjęła obywatelstwo meksykańskie. Otrzymała tytuł doktora honoris causa na wielu uniwersytetach, między innymi UNAM. W 2013 roku, jako piąta spośród autorów meksykańskich i czwarta kobieta w historii, otrzymała najwyższe literackie wyróżnienie w świecie hiszpańskojęzycznym – została uhonorowana Nagrodą Cervantesa. Autorka w 2019 wydała książkę pt. „El amante polaco”,  o  królu Stanisławie, powiązaną z elementami biografii autorki.

## Życie prywatne
Jej rodzicami byli książę Jean Evremont Poniatowski Sperry Crocker, praprawnuk Stanisława Poniatowskiego, bratanka króla Stanisława Augusta Poniatowskiego, i Paula Amor de Ferreira Yturbe. Matka, choć urodzona we Francji, pochodziła z rodziny meksykańskiej arystokracji. Jej babka Elizabeth Sperry Crocker była spokrewniona z Benjaminem Franklinem. Ponadto przez ojca swojej prababki Louisa Le Hon jest również potomkiem króla Francji Ludwika XV.
Miała dwoje rodzeństwa: siostrę Kitzię (wł. Sophie, ur. 1933) i brata Jana (1947–1967).
W 1959 roku, podczas jednego z wywiadów na Uniwersytecie Autonomicznym Meksyku (UNAM), poznała swego męża, astrofizyka Guillermo Haro. Byli małżeństwem od 1968 roku aż do jego śmierci w 1988 roku. Ma trójkę dzieci – Emmanuela (ur. 1955), Felipe (ur. 1968) i córkę Paulę (ur. 1970) i dziesięcioro wnucząt.

## Twórczość
W swojej twórczości Poniatowska często porusza tematy społeczne i polityczne. Opowiada historie ludzi ubogich, odmiennych, zapomnianych i zepchniętych na margines. Szczególne ważna jest dla niej postać kobiety i jej rola w społeczeństwie. W Meksyku jest uważana za ikonę lewicy. Tendencje feministyczne są bardzo widoczne w wielu dziełach pisarki. Tłem dla historii opowiadanych przez autorkę najczęściej jest Meksyk oraz jego kultura i sztuka.
Na język polski przetłumaczono jej książki: Do sępów pójdę, Kochany Diego, całuję Cię. Quiela.

### Ważne dzieła
- 1954 – Lilus Kikus
- 1963 – Todo empezó el domingo – zbiór kronik opisujących codzienne życie mieszkańców Meksyku
- 1969 – Hasta no verte, Jesus mío (pol. Do sępów pójdę)
- 1971 – La noche de Tlatelolco: Testimonios de historia oral – opisuje masakrę z 2 października 1968 podczas protestu studentów w Meksyku. Zawiera między innymi relacje rodzin ofiar, przywódców ruchu, poetów, itp.
- 1978 – Querido Diego, te abraza Quiela (pol. Kochany Diego, całuję cię Quiela) – zbiór fikcyjnych listów Angeliny Beloff, pierwszej żony Diega Rivery, do nieobecnego męża
- 1980 – Fuerte es el silencio
- 1988 – Nada, nadie, las voces de temblor
- 1979 – Gaby Brimmer
- 1979 – De noche vienes
- 1988 – Nada, nadie. Las voces del temblor
- 1988 – La Flor de Lis
- 1992 – Tinísima – powieść oparta na biografii włoskiej fotografki Tiny Modotti
- 2000 – Las siete cabritas
- 2001 – La piel del cielo
- 2011 – Leonora – poświęcona brytyjskiej malarce, przedstawicielce surrealizmu – Leonorze Carrington
- 2015 – Dos veces única (pol. Jedyna w swoim rodzaju) – poświęcona Lupe Marin, drugiej żonie Diega Rivery[21]